# بيرت رايت
بيرت رايت (بالإنجليزية: Bert Wright)‏ (4 فبراير 1920 بشفيلد في المملكة المتحدة - ) هو لاعب كرة قدم بريطاني في مركز الهجوم. لعب مع بورت فايل وكارديف سيتي وهال سيتي.